# Radučić
Radučić je selo u sjevernoj Dalmaciji, na istočnom rubu Bukovice. Pripada općini Ervenik u Šibensko-kninskoj županiji.

## Zemljopis
Nalazi se na najužem dijelu zaravni između rijeka Krke i Zrmanje, na 17. kilometru ceste Knin – Zadar.
Premda je uvijek gravitiralo i većinu vremena pripadalo administrativnoj jedinici (općini, kotaru) Knin, danas Radučić pripada općini Ervenik.

## Stanovništvo
Prema popisu iz 1991. godine, Radučić je imao 482 stanovnika, od čega 475 Srba, 1 Hrvat i 6 ostalih. Prema popisu iz 2001., bilo je 222 stanovnika. Od toga je bilo 30 mlađih od 30 godina, 71 od 30 do 59 godina i 115 starijih od 60 godina, te se može reći da Radučić spada među naselja s izrazito starom populacijom. Prema popisu iz 2011. u Radučiću je živjelo 252 stanovnika.

### Kretanje broja stanovnika za Radučić
| broj stanovnika | 494   | 558   | 540   | 662   | 753   | 796   | 753   | 905   | 891   | 887   | 762   | 659   | 520   | 482   | 222   | 252   | 196   |
|                 | 1857. | 1869. | 1880. | 1890. | 1900. | 1910. | 1921. | 1931. | 1948. | 1953. | 1961. | 1971. | 1981. | 1991. | 2001. | 2011. | 2021. |

## Gospodarstvo
Glavni problem je nedostatak posla, pa se većina stanovnika Radučića danas bavi samo stočarstvom ili zemljoradnjom. Glavna privredna grana je uzgoj ovaca ili krava.

## Povijest
Selo Radučić dijeli se na Radučić i Radučki krš. Prve kuće u Radučiću bile su oko ceste za Mokro Polje, gdje su i danas Ergići, Gornji Radići, Kutlače, Mirići itd, a između ceste Knin-Zadar i Krke, u Radučkom kršu, nalaze se tzv. kolibari, tj. neka plemena kao što su Donji Radići (Jukozovići, Dakići), Modrinići, Bjelobrci, Burze, Bulovani, Puače, Ljevaje...
Po predanju, selo je dobilo ime po jednom od tri stara bunara u "polju" (druga dva su Žabnovac i Bubin), s kojeg su, navodno, vodu pili još mitski junaci Stojan Janković i Ilija Smiljanić. No bliže istini je da selo nosi ime po jednom od davnašnjih plemena (Raduči) koja su tu živjela prije turskih osvajanja u 16. stoljeću i mletačko-osmanlijskih ratova koji su skoro ispraznili čitavu sjevernu Dalmaciju i otvorili prostor naseljavanju življa iz Bosne, Crne Gore i Hercegovine.
Područje sela bilo je nastanjeno još u prapovijesti, o čemu svjedoči nekoliko gradina uz kanjon Krke, a nalazilo se u sastavu velikog kraljevstva Liburna, koji su držali širok prostor od rijeke Raše u Istri pa sve do zapadne obale Krke. U 1. stoljeću pr. Kr. uz kanjon, Rimljani su sagradili najprije logor, a kasnije, u 1. i 2. stoljeću, i strateški važan grad Burnum, od kojeg su danas ostala samo dva luka uz cestu prema selu Ivoševci. Na području Radučića i danas su vidljivi ostaci rimskih cesta i burnumskog vodovoda, a nije isključeno da su se neka naselja iz onog perioda nalazila blizu radučkih zaseoka Burza i Donjih Radića.
Radučić se od 1991. do 1995. godine nalazio po srpskom okupacijom, tj. bio je u sastavu SAO Krajine.